# Glauke (Amazone)
Glauke (altgriechisch Γλαύκη Glaúkē) ist eine Amazone der griechischen Mythologie.
Ihr Name ist literarisch in der Amazonenliste des Hyginus Mythographus überliefert. Neben ihr werden die Amazonen Okyale, Dioxippe, Iphinome, Xanthe, Hippothoe, Otrere, Antioche, Laomache, Agaue, Theseis, Hippolyte, Klymene, Polydora und Penthesilea aufgelistet. Ansonsten erscheint ihr Name in einem Scholion zu Homers Ilias
Der Name findet sich auch als Beischrift auf mehreren Vasen mit Amazonendarstellungen.
Georg Weicker sieht in ihr die Gattin des Theseus und Mutter des Hippolytos, die in der späteren Sage zur Amazone umgedeutet wurde.